# Galium aetnicum
Galium aetnicum là một loài thực vật có hoa trong họ Thiến thảo. Loài này được Biv. mô tả khoa học đầu tiên năm 1816.